# Bataille de Fromelles
Première Guerre mondiale
Batailles
Front d'Europe de l’Ouest
- Liège (8-1914)
- Namur (8-1914)
- Frontières (8-1914)
- Anvers (9-1914)
- Grande Retraite (9-1914)
- Marne (9-1914)
- Course à la mer (9-1914)
- Yser (10-1914)
- Messines (10-1914)
- Ypres (10-1914)
- Givenchy (12-1914)
- 1re Champagne (12-1914)
- Hartmannswillerkopf (1-1915)
- Neuve-Chapelle (3-1915)
- 2e Ypres (4-1915)
- Colline 60 (4-1915)
- Artois (5-1915)
- Festubert (5-1915)
- Quennevières (6-1915)
- Linge (7-1915)
- 2e Artois (9-1915)
- 2e Champagne (9-1915)
- Loos (9-1915)
- Verdun (2-1916)
- Redoute Hohenzollern (3-1916)
- Hulluch (4-1916)
- 1re Somme (7-1916)
- Fromelles (7-1916)
- Arras (4-1917)
- Vimy (4-1917)
- Chemin des Dames (4-1917)
- 3e Champagne (4-1917)
- 2e Messines (6-1917)
- Passchendaele (7-1917)
- Cote 70 (8-1917)
- 2e Verdun (8-1917)
- Malmaison (10-1917)
- Cambrai (11-1917)
- Bombardements de Paris (1-1918)
- Offensive du Printemps (3-1918)
- Lys (4-1918)
- Aisne (5-1918)
- Bois Belleau (6-1918)
- 2e Marne (7-1918)
- 4e Champagne (7-1918)
- Château-Thierry (7-1918)
- Le Hamel (7-1918)
- Amiens (8-1918)
- Cent-Jours (8-1918)
- 2e Somme (9-1918)
- Bataille de la ligne Hindenburg
- Meuse-Argonne (10-1918)
- Cambrai (10-1918)

Front italien
Front d'Europe de l’Est
Front des Balkans
Front du Moyen-Orient
Front africain
Bataille de l'Atlantique
La bataille de Fromelles est une bataille de la Première Guerre mondiale qui a lieu du 19 au 20 juillet 1916 près de Fleurbaix et Fromelles en France, opposant les armées australienne et britannique à l'armée allemande. Elle est partiellement destinée à provoquer une diversion de la bataille de la Somme qui se déroule quatre-vingts kilomètres plus au sud. Elle se solde par une victoire allemande.

## Déroulement de la bataille

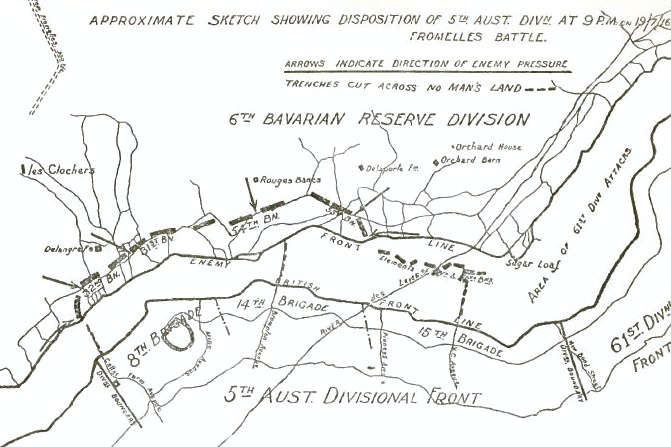
Position de la 5e division australienne le 19 juillet.

L'opération, réalisée à mi-chemin entre le village de Fleurbaix occupé par les Britanniques, et celui de Fromelles derrière les lignes allemandes, a pour objectif de reprendre un saillant, juste au nord de ce dernier, situé à environ 80 kilomètres de la ville de Lille. Elle est conduite par le 11e corps de la 1re armée avec la 61e division britannique et la 5e division australienne contre la VIe division de réserve bavaroise, soutenue par deux autres divisions sur ses flancs de la VIe armée allemande.
Les préparatifs de l'attaque ont été gravement négligés : les troupes engagées manquent d'expérience dans la guerre de tranchées, la puissance de la défense allemande a été largement sous-estimée, et les attaquants sont en infériorité numérique. L'assaut a lieu en plein jour, contre les défenses négligées de la crête d'Aubers, sur un front étroit qui laisse l'artillerie allemande sur chaque flanc dans la possibilité de briser l'assaut. Un renouvellement de l'attaque par la 61e division tôt le 20 juillet est annulé, lorsque le commandement britannique se rend compte que les contre-attaques allemandes ont déjà forcé la retraite des troupes australiennes sur la ligne de front d'origine.
Le 19 juillet, le général von Falkenhayn, chef de l'État-Major allemand, juge que l'attaque fait partie d'une offensive britannique anticipée longuement à l'avance contre la VIe armée. Le lendemain, lorsque l'opération a été mise en échec et après avoir intercepté un ordre d'opération capturé au 11e corps qui révèle les intentions limitées de celle-ci, Falkenhayn ordonne au Garde-Reserve-Korps de se retirer et de renforcer le front de la Somme. La bataille de Fromelles a infligé des pertes aux Allemands, mais les Australo-Britanniques n'ont gagné aucun terrain et n'ont pas dévié les nombreuses troupes allemandes à destination de la Somme.

## Conséquences
Opération combinée entre les forces britanniques et l'Australian Imperial Force, il s'agit du baptême du feu des Australiens sur le front occidental. 1 500 soldats britanniques et 5 533 Australiens sont tués, blessés ou faits prisonniers, contre 1 600 morts à 2 000 morts ou blessés et 150 capturés côté allemand.
Très rapidement, l’armée allemande évacue les corps des Alliés morts dans leurs tranchées et les enterre à Fromelles, près du Bois du Faisan.

## Commémoration
La bataille de Fromelles est très connue en Australie et présente dans la mémoire collective, par l’ampleur des pertes et parce que ce fut la première bataille du corps australien sur le front français. Le mémorial australien de la guerre parle de cette bataille comme « les pires 24 heures de toute l'histoire de l'Australie ».
Plusieurs monuments à Fromelles commémorent la bataille. Le V.C. Coin Australian Cemetery and Memorial a été construit au début des années 1920, l'Australian Mémorial Park a été ouvert en 1998 et le (Pheasant Wood) Military Cemetery de Fromelles a été achevé en 2010. Ce dernier cimetière réinhume des soldats australiens, après la fouille de 2009 qui a permis de retrouver les fosses où les Allemands les avaient inhumés en 1916. 250 squelettes de soldats ont été ainsi exhumés (dont 215 d’Australiens dont 89 non-identifiés et 35 dont l’appartenance militaire n’a pu être déterminée). Dans l'hôtel de ville, un musée (Fromelles Weppes Terre de Mémoire), géré par l'Association pour le souvenir de la bataille de Fromelles (ASBF), est consacré à cette bataille. Un nouveau musée, le musée de la bataille de Fromelles, a ouvert en 2014.